# Alejandro Ojaos Valera
Alejandro Ojaos Valera (Cartagena, Región de Murcia, España, 7 de septiembre de 1992) es un árbitro de fútbol español adscrito al comité murciano del Comité Técnico de Árbitros. En 2025-26 ascendió a la Segunda División procedente de la Primera Federación.
Además, es árbitro internacional de fútbol playa (FIFA Beach Soccer) desde 2022 y participó en la Copa Mundial de Fútbol Playa 2025 disputada en Seychelles.

## Trayectoria
Formado en el arbitraje murciano, desarrolló su carrera a nivel estatal en Segunda Federación (2021–2023) y en Primera Federación (2023–2025). En julio de 2025 fue promovido a Segunda División.

### Fútbol playa
Es internacional de fútbol playa desde 2022. En abril de 2025 debutó en un Mundial de la especialidad como uno de los ocho colegiados de UEFA designados para la cita de Seychelles.

## Temporadas
| Categoría          | País   | Años          | Partidos |
| ------------------ | ------ | ------------- | -------- |
| Segunda Federación | España | 2021–2023     | 26       |
| Primera Federación | España | 2023–2025     | 24       |
| Segunda División   | España | 2025–presente | —        |

Datos por categoría según BDFutbol (actualizado a 17/08/2025).